# Gota d'aigua damunt la neu rosa
Gota d'aigua damunt la neu rosa és un quadre realitzat per Joan Miró el 1968 que actualment forma part de la col·lecció permanent de la Fundació Joan Miró de Barcelona.